# Acrotaeniostola yunnana
Acrotaeniostola yunnana är en tvåvingeart som beskrevs av Wang 1996. Acrotaeniostola yunnana ingår i släktet Acrotaeniostola och familjen borrflugor. Inga underarter finns listade i Catalogue of Life.